# 平山憲一
平山憲一（ひらやま けんいち、1955年8月23日 - ）は、日本のフランス料理人。佐賀県佐賀市与賀町出身。栃木県日光市吉沢在住。
- 『別邸 向日葵』料理長（百笑厨人、ひゃくしょうくりやびと）
- 食育コーデネーター。
- 北海道洞爺湖サミットの総料理長、中村勝宏は親戚（母親が従兄弟）

## 経歴
- 1974年（昭和49年） - 私立佐賀学園高等学校卒業。
  - コックドール（株）入社（新宿住友ビル52階、サミット）
- 1977年（昭和52年） - 国土計画（コクド）入社、日光プリンスホテル。
- 1982年（昭和57年） - MOA自然農法農業職人、駒場誠一[1]（日光市岩崎417）との出会い。
- 1993年（平成5年） - 万座プリンスホテル料理長。
  - 万座と水上にプリンスファーム（300坪、150坪）開設。
- 1999年（平成11年） - 水上高原プリンスホテル料理長(現在、水上高原ホテル200)
- 2003年（平成15年） - 日光プリンスホテル料理長。
- 2017年 (平成29年)  - 『別邸向日葵』料理長（日光市七里）[2]。

## 加盟団体
- 社団法人日本エスコフィエ協会。
- コブラン会。
- 新調理システム推進協会。